# Rotterdams Nieuwsblad

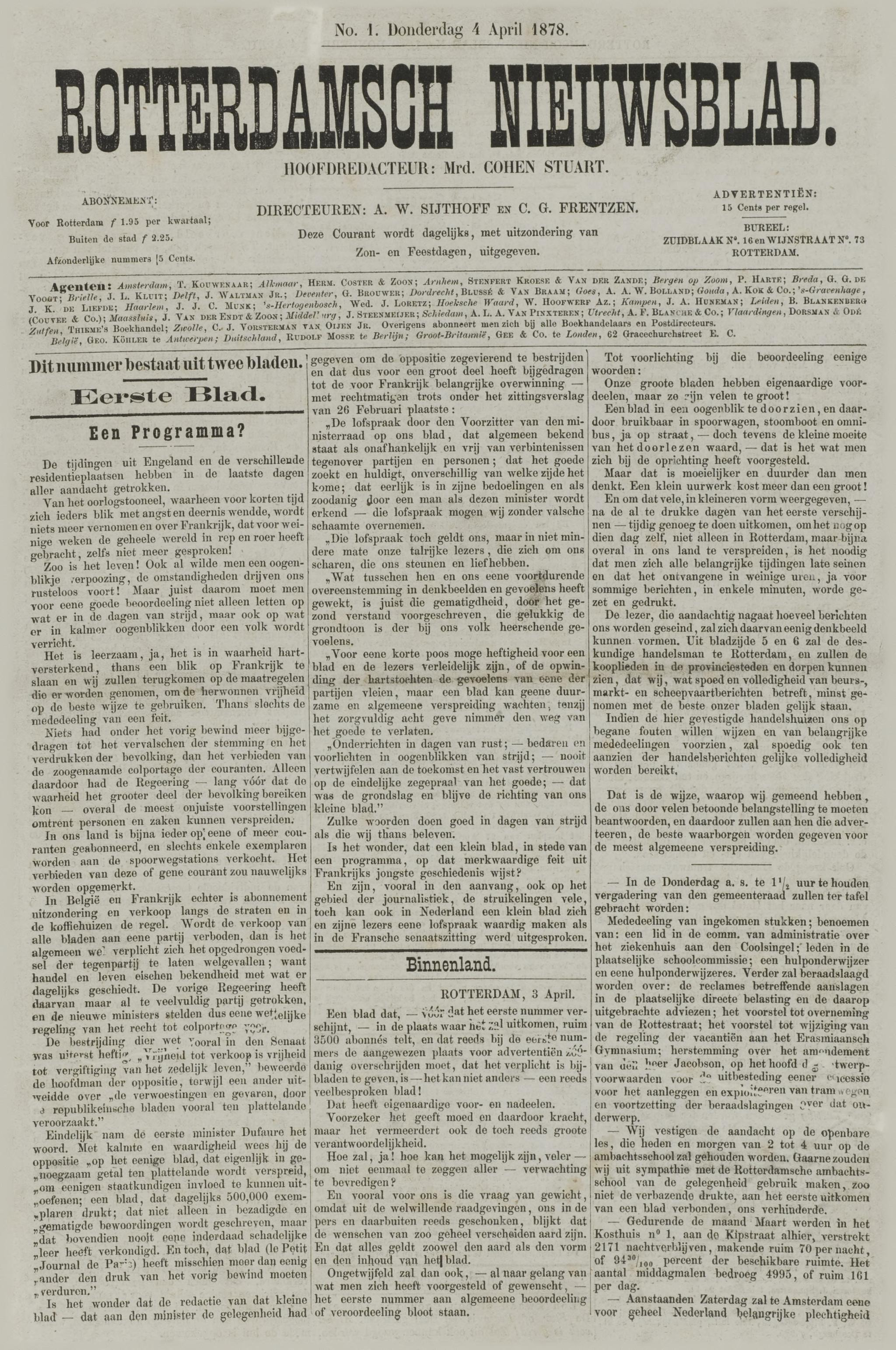
Rotterdams Nieuwsblad van 4 april 1878

Het Rotterdams Nieuwsblad was een dagblad dat van 1878 tot 1991 in Rotterdam werd uitgegeven door uitgeverij Sijthoff. Tot 4 april 1978 werd de titel gespeld als Rotterdamsch Nieuwsblad.

## Chronologie
Het Rotterdamsch Nieuwsblad verscheen voor het eerst op 3 april 1878 maar was gedateerd op de volgende dag. De oplage bedroeg 3500 exemplaren, en de krant omschreef zich als "Van een onafhankelijke vrijzinnige richting, tot bevordering van algemeene ontwikkeling".

De krant was een initiatief van oprichter Albertus Willem Sijthoff, die in 1860 al het Leidsch Dagblad en in 1869 Het Vaderland had opgericht en vanaf 1883 ook de Haagsche Courant uitgaf. Hij zag mogelijkheden voor een nieuwe krant, hoewel in Rotterdam al de Rotterdamsche Courant, de Nieuwe Rotterdamsche Courant en De Maasbode verschenen.
Op 1 oktober 1885 kwam het Rotterdamsch Nieuwsblad met een zaterdagabonnement, en de volgende dag voerde het als eerste dagblad in Nederland de verkoop van losse nummers in. Vanaf 5 juli 1886 werd samen met de Haagsche Courant wekelijks een geïllustreerde bijlage uitgebracht onder de naam Kikeriki Op 1 augustus 1887 nam het Rotterdamsch Nieuwsblad voor het eerst kleine advertenties op, en op 22 oktober van dat jaar richt de krant een kopblad op, het Dordrechtsch Nieuwsblad. Dit was het eerste kopblad in Nederland. Het zou per 5 april 1973 worden opgeheven.

De uitgave van een ochtendkrant die door straatverkopers werd verkocht was geen succes. De ochtendkrant, Het Laatste Nieuws, verscheen op 24 november 1891 maar werd op 31 december alweer opgeheven.
In 1905 organiseerde het Rotterdamsch Nieuwsblad de tweede officiële voetbalwedstrijd tussen Nederland en België (en de eerste editie in Nederland). De wedstrijd werd op 14 mei 1905 gespeeld.
Vanaf 18 oktober 1921 verscheen in het Rotterdamsch Nieuwsblad het eerste oorspronkelijke Nederlandse stripverhaal, van de hand van Henk Backer.
Per 1 april 1969 werd het Rotterdamsch Nieuwsblad overgenomen door de Sijthoff Pers. De krant werd op 20 september 1971 een kopblad van de Haagsche Courant. Ter gelegenheid van het 100-jarig bestaan op 4 april 1978 werd de naam gemoderniseerd tot Rotterdams Nieuwsblad.
Vanaf 1984 werkten Het Vrije Volk en het Rotterdams Nieuwsblad commercieel samen in de Avondbladen Combinatie Rotterdam, hoewel beide afzonderlijke titels gehandhaafd bleven. In 1991 volgde de fusie tot Rotterdams Dagblad, dat op zijn beurt in 2005 opging in het Algemeen Dagblad.

## Verschijningsverbod
Tijdens de Tweede Wereldoorlog bleef het Rotterdamsch Nieuwsblad verschijnen. De oplage, die in 1940 90 duizend exemplaren bedroeg, nam toe tot 
107.679 stuks in 1943 en 109.644 in 1944. Na de oorlog kreeg de krant een verschijningsverbod opgelegd dat per 15 april 1946 werd opgeheven. De krant mocht echter niet onder de eigen naam uitkomen. Tegen dit naamsverbod werd beroep ingesteld en op 27 januari 1949 werd het door de Raad van Beroep voor de Perszuivering vernietigd.

## 't 46e
In het Rotterdamsch Nieuwsblad verschenen decennialang verslagen van de gemeenteraadszittingen, steevast met als ondertekening 't 46e. De Rotterdamse journalist Henri Dekking was hier in 1896 mee begonnen en de gewoonte werd door zijn opvolgers voortgezet. De signatuur was een verwijzing naar de 45 leden die de raad telde.